# 4th
4th è un album dei DFA pubblicato nel 2008.

## Tracce
1. Baltasaurus – 14:19
2. Flying Trip – 7:51
3. Vietato Generalizzare – 6:40
4. Mosoq Runa – 18:58
5. The Mirror – 10:17
6. La Ballata De S'Ispos 'E Mannorri – 6:15